# ناتالیا رازومووا
ناتالیا رازومووا (روسی: Ната́лья Никола́евна Ра́зумова؛ زادهٔ ۲۱ نوامبر ۱۹۶۱) بازیکن والیبال اهل اتحاد جماهیر شوروی سوسیالیستی بود.